# Grov tallkapuschongbagge
Grov tallkapuschongbagge (Stephanopachys substriatus) är en skalbaggsart som först beskrevs av Gustaf von Paykull 1800.  Grov tallkapuschongbagge ingår i släktet Stephanopachys och familjen kapuschongbaggar. Enligt den finländska rödlistan är arten nära hotad i Finland. Arten är reproducerande i Sverige. Artens livsmiljö är moskogsbrandfält. Inga underarter finns listade i Catalogue of Life.